# Eclipse lunar de 16 de julho de 2019
| Eclipse Lunar Parcial 16 de julho de 2019 | Eclipse Lunar Parcial 16 de julho de 2019 |
| --- | ----------------------------------------- |
| Máximo do Eclipse visto de Tilehurst, na Inglaterra - 21:30 UTC.                                                                                        |                                           |
| A Lua cruzando a fronteira sul do cone de sombra da Terra, de oeste para leste (da direita para a esquerda), com 60% do disco lunar coberto pela umbra. |                                           |
| Gamma | -0.6430                                   |
| Saros (e membro) | 139 (22 de 81)                            |
| Sequência de eclipses lunares |                                           |
| Anterior | 21 de janeiro de 2019                     |
| Próximo | 10 de janeiro de 2020                     |
| Duração (hr:mn:sc) |                                           |
| Parcial | 2:57:56                                   |
| Penumbral | 5:33:43                                   |
| Fases e Horários do Eclipse (UTC) |                                           |
| P1 | 18:43:53                                  |
| U1 | 20:01:43                                  |
| Máximo | 21:30:44                                  |
| U4 | 22:59:39                                  |
| P4 | 0:17:36 (17 de julho)                     |

O eclipse lunar de 16 de julho de 2019 foi um eclipse lunar parcial, o segundo e último de dois eclipses do ano, e único como parcial. Foi visível na maior parte da Ásia, Austrália, África, Europa e na maior parte da América do Sul. Foi o eclipse número 22 da série Saros 139, com magnitude umbral de 0,6531.Cerca de 65% da superfície lunar ficou submersa no cone de sombra.

## Visibilidade
Foi visível sobre a África, Europa, Oriente Médio, Antártica, os oceanos Atlântico e Índico, durante o nascer da Lua na América do Sul e no pôr lunar na Austrália, bem como na Oceania e em boa parte da Ásia.
| Simulação da Terra vista da Lua durante o máximo da totalidade - 21:31 UTC. A parte sudeste da África continental, próximo à Madagascar, obteve a melhor observação do meio do eclipse, de onde foi visível à meia-noite. |
| Mapa de visibilidade do eclipse |

## Série Saros
Eclipse pertencente ao ciclo lunar Saros da série 139, sendo de número 21, totalizando 79 eclipses na série. O eclipse anterior foi o eclipse parcial de 5 de julho de 2001, e o próximo será com o eclipse parcial de 27 de julho de 2037.

## Galeria

Eclipse parcial visto de Gloucestershire, Reino Unido
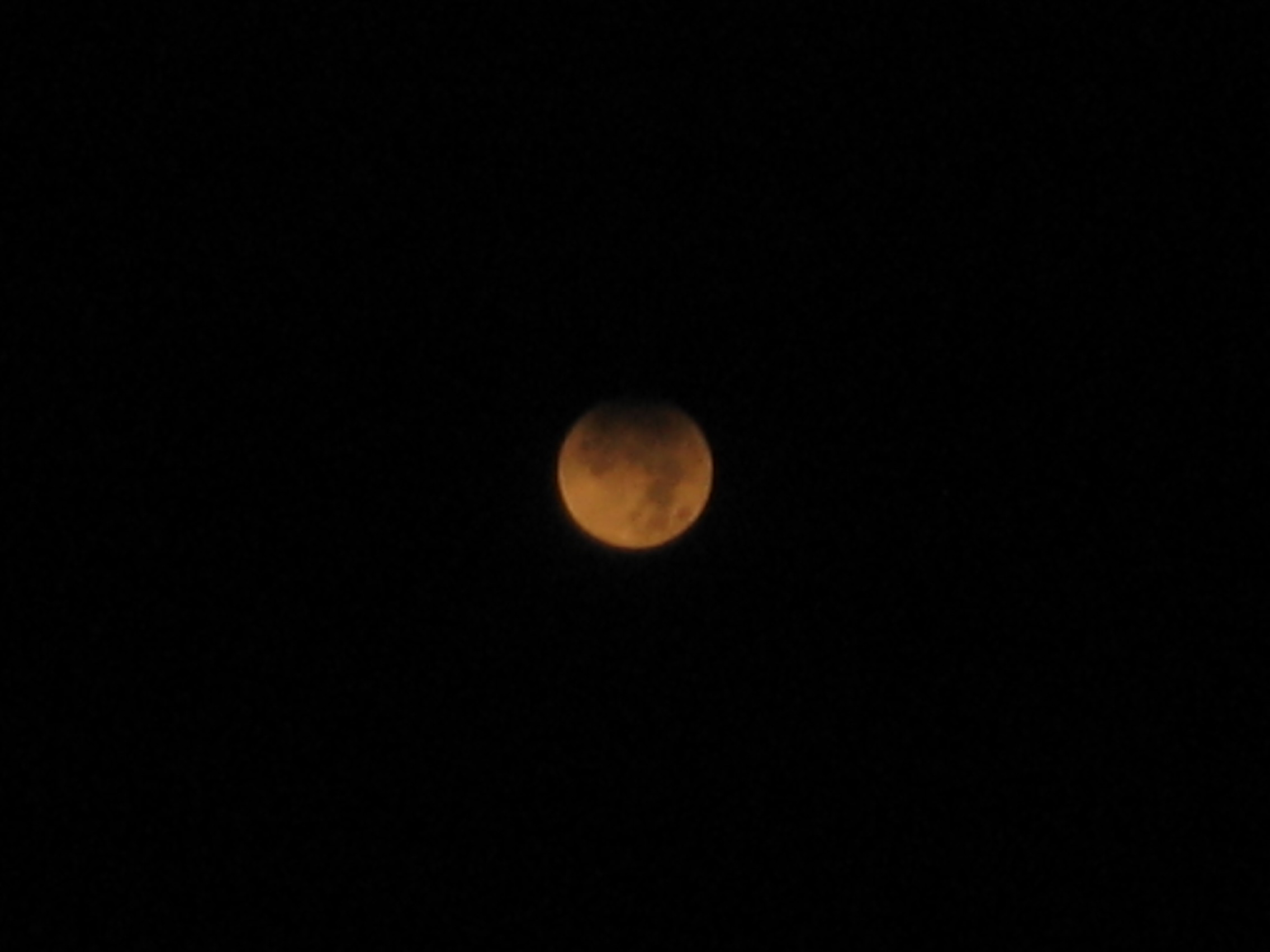
Hefei, China, 19:56 UTC
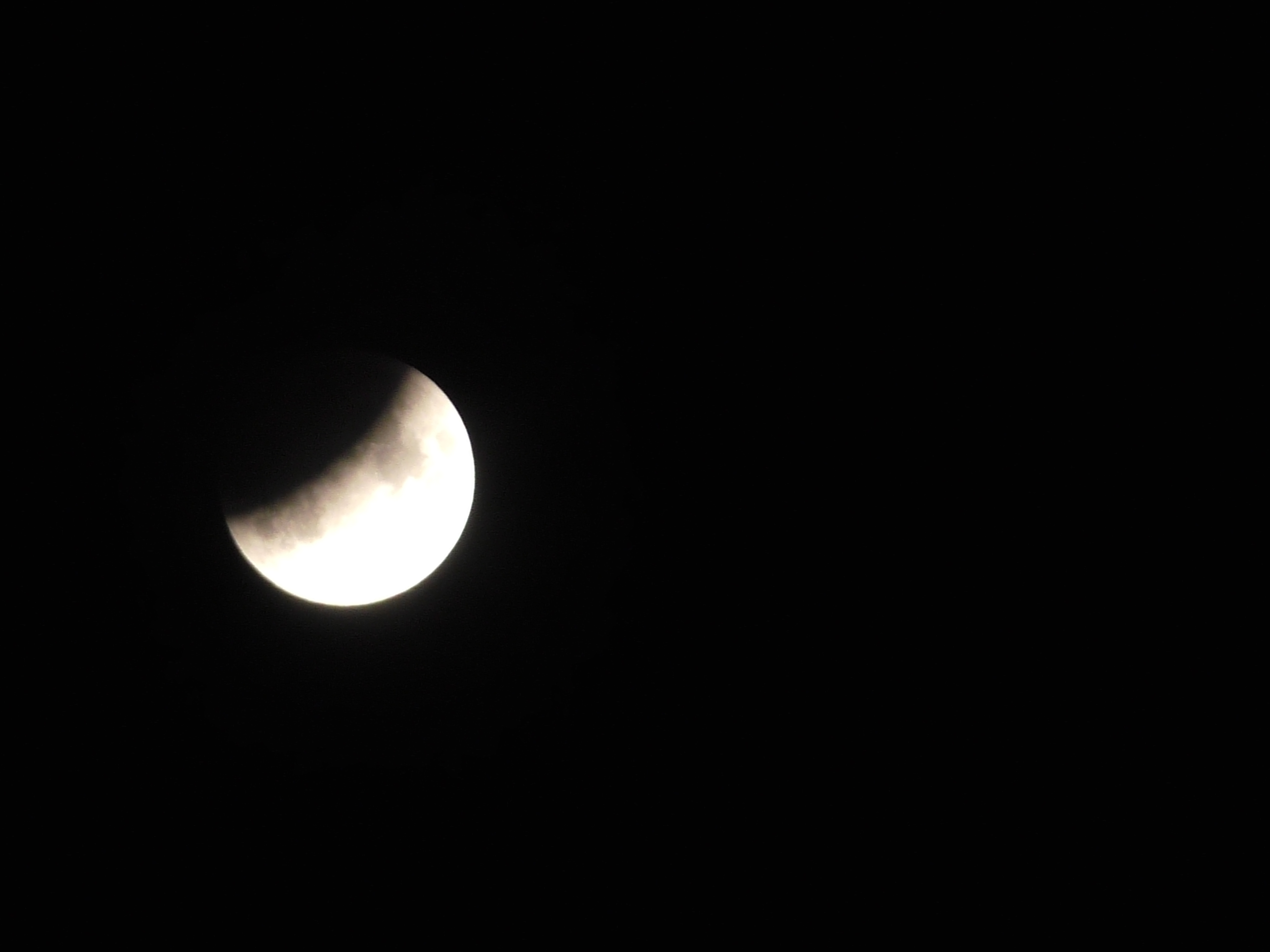
Mariupol, Ucrânia, 20:25 UTC
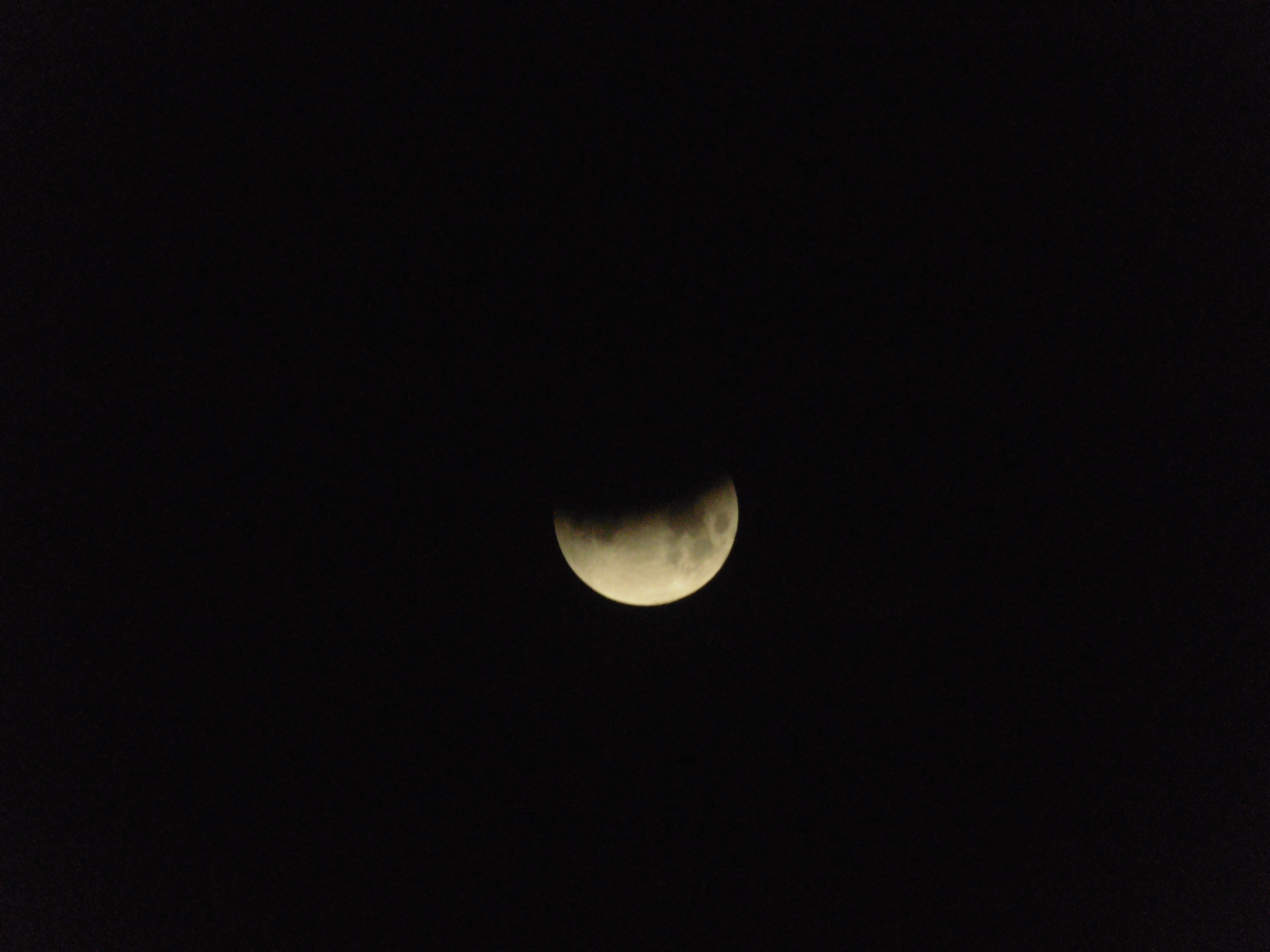
Tashkent, Uzbequistão, 21:05 UTC
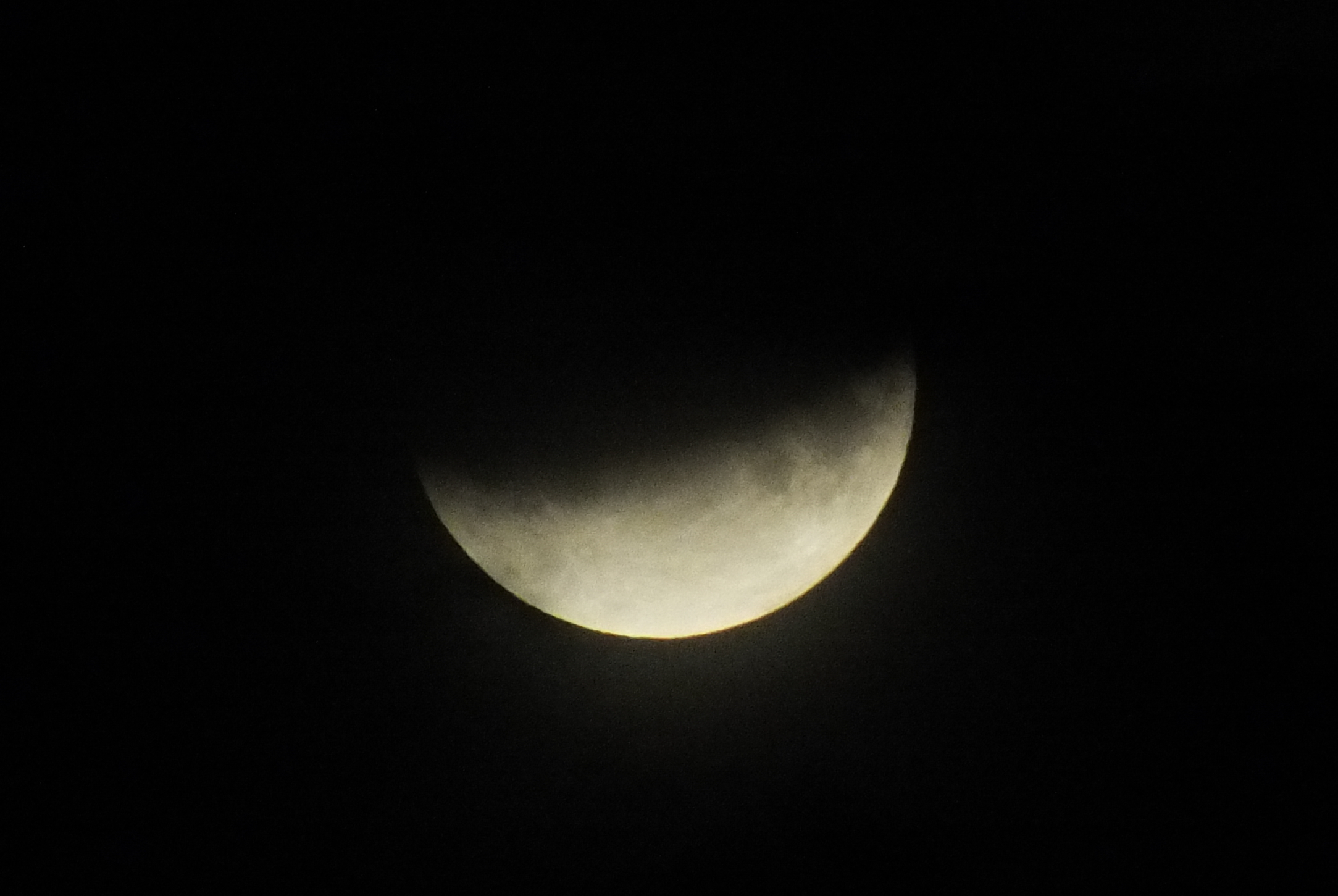
Moscou, Rússia, 21:11 UTC
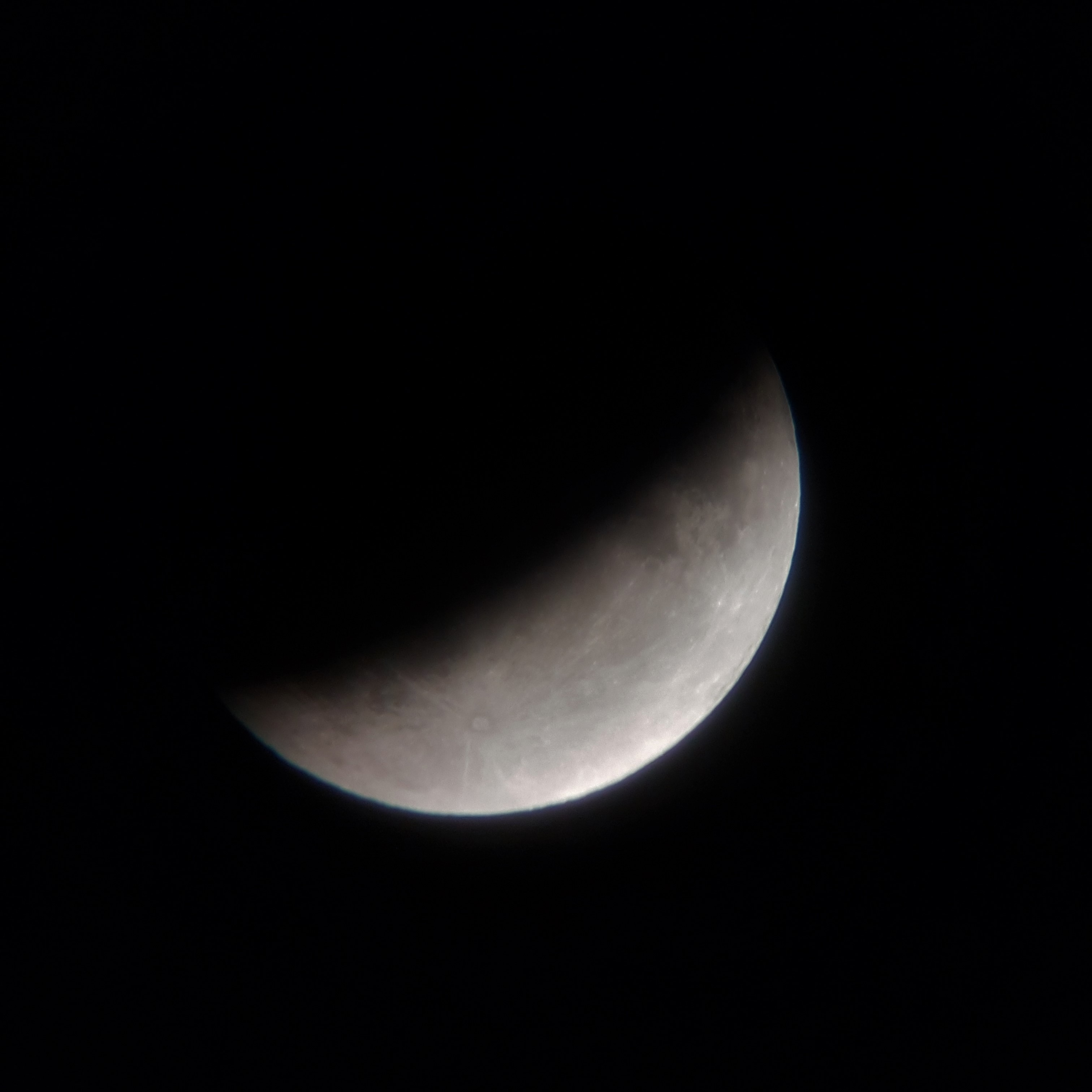
Novate Milanese, Itália, 21:17 UTC
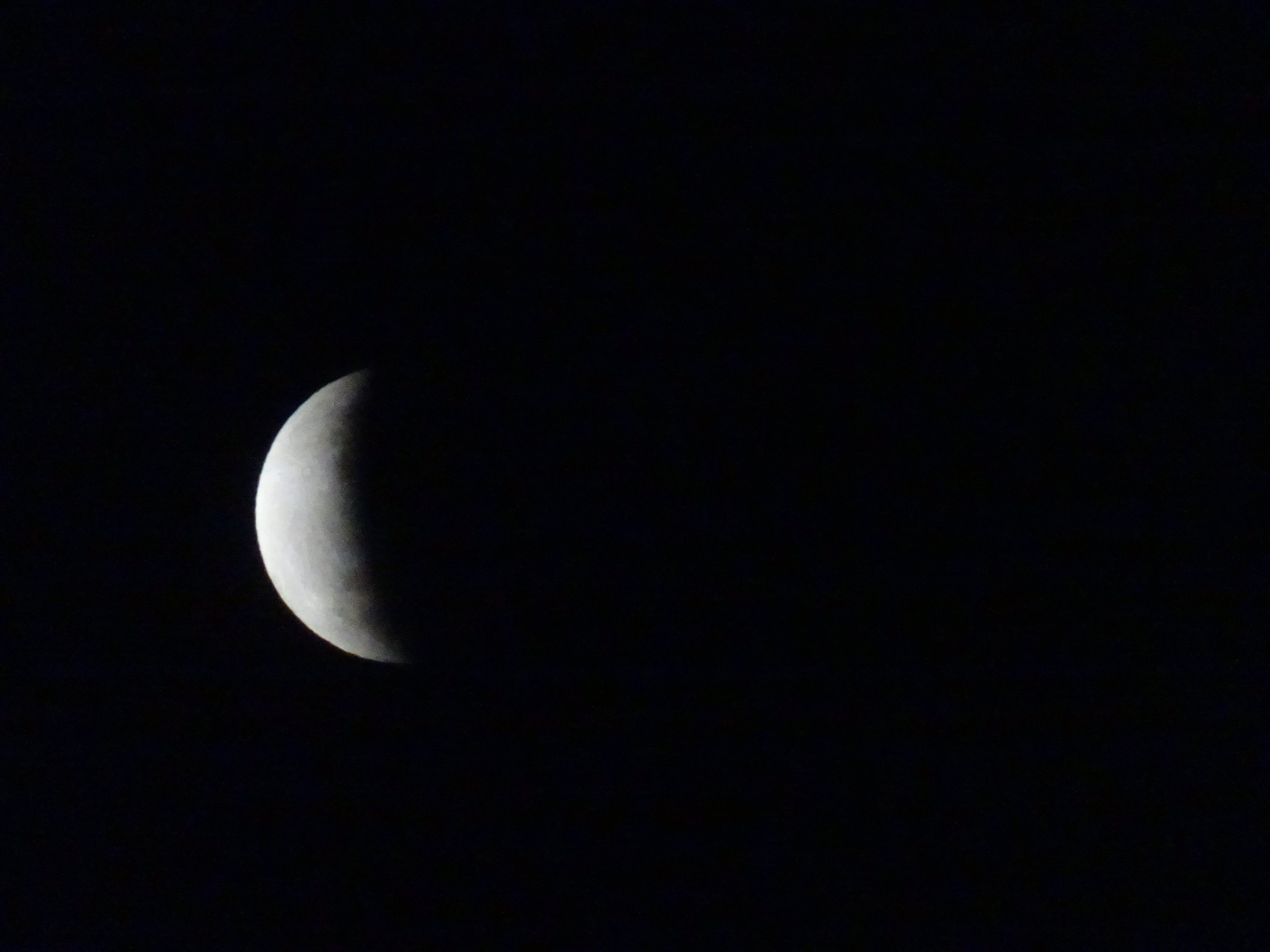
Bandung, Indonésia, 21:20 UTC
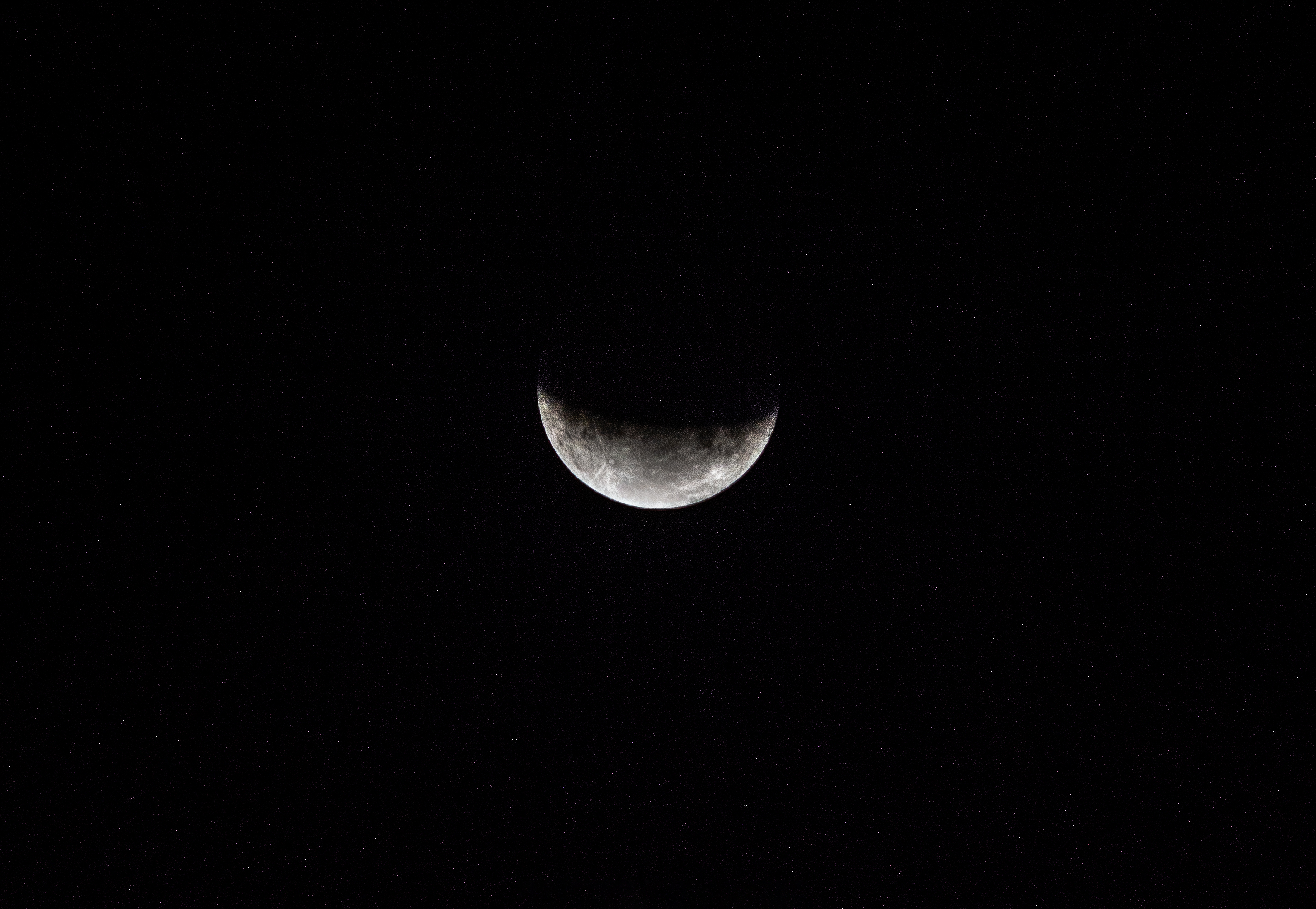
Farasan Island, Arábia Saudita, 21:25 UTC
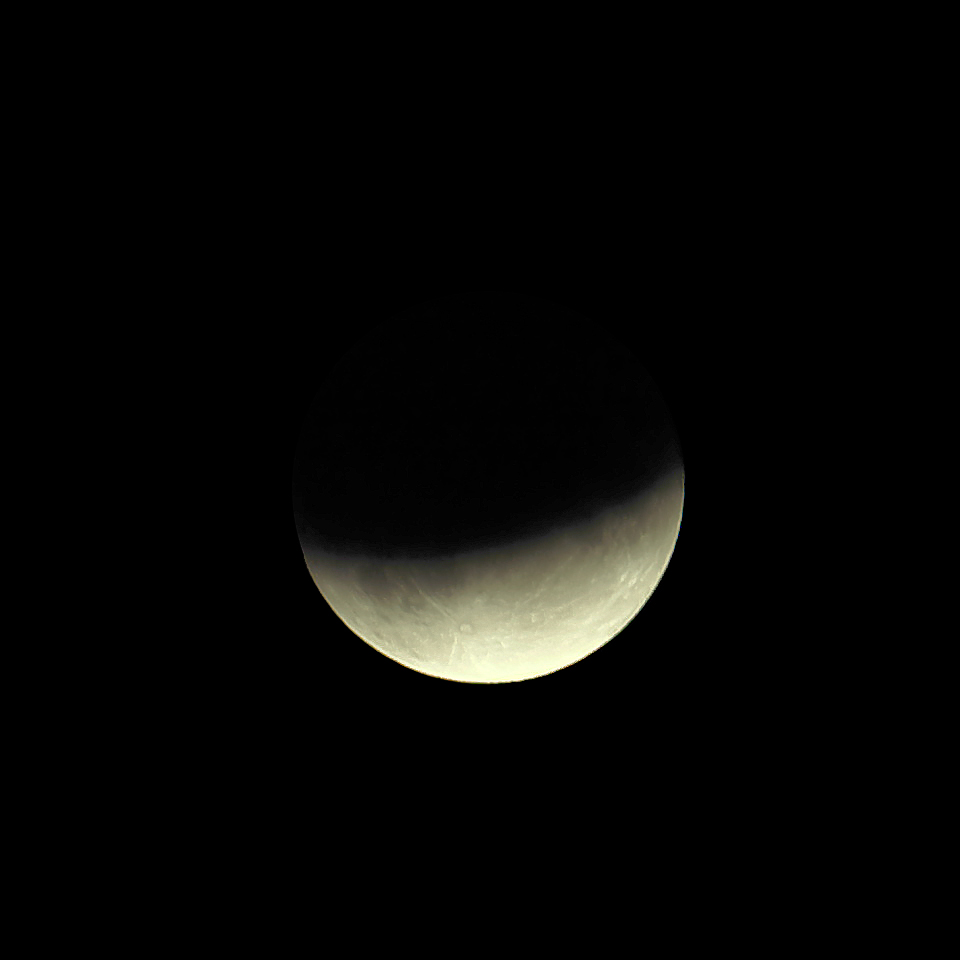
Munique, Alemanha, 21:36 UTC
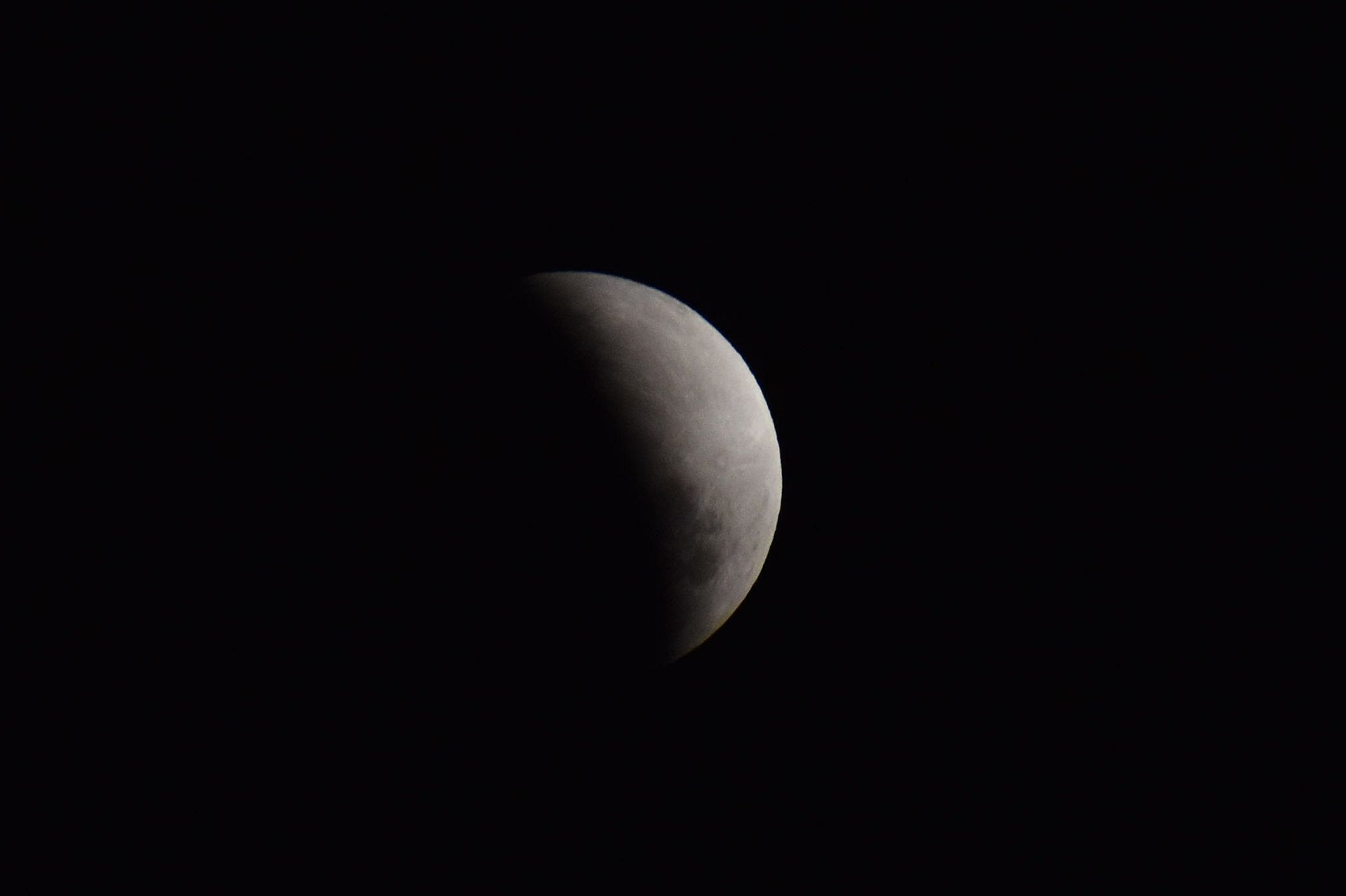
Manuel B. Gonnet, Argentina, 21:43 UTC
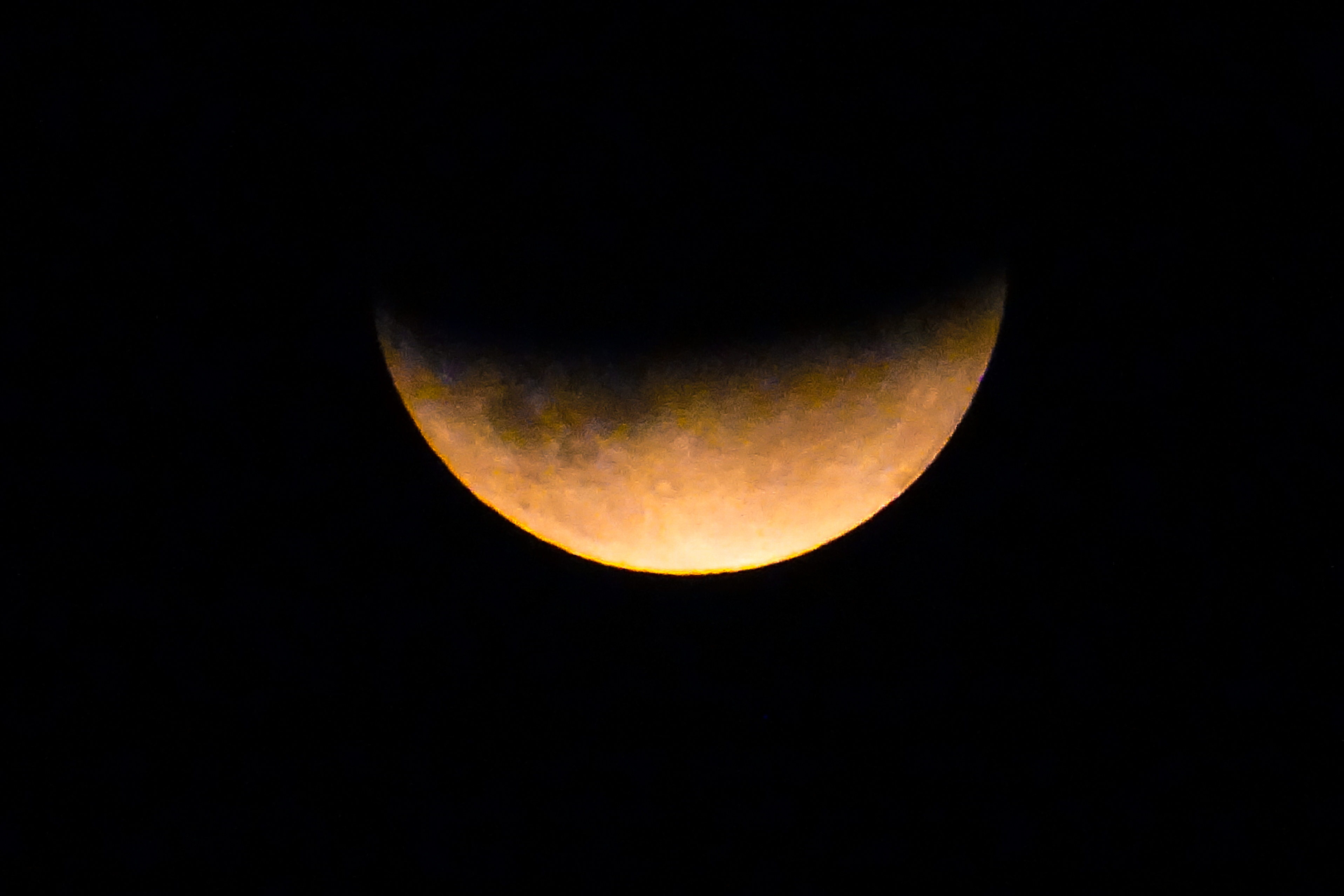
Londres, Reino Unido, 21:47 UTC
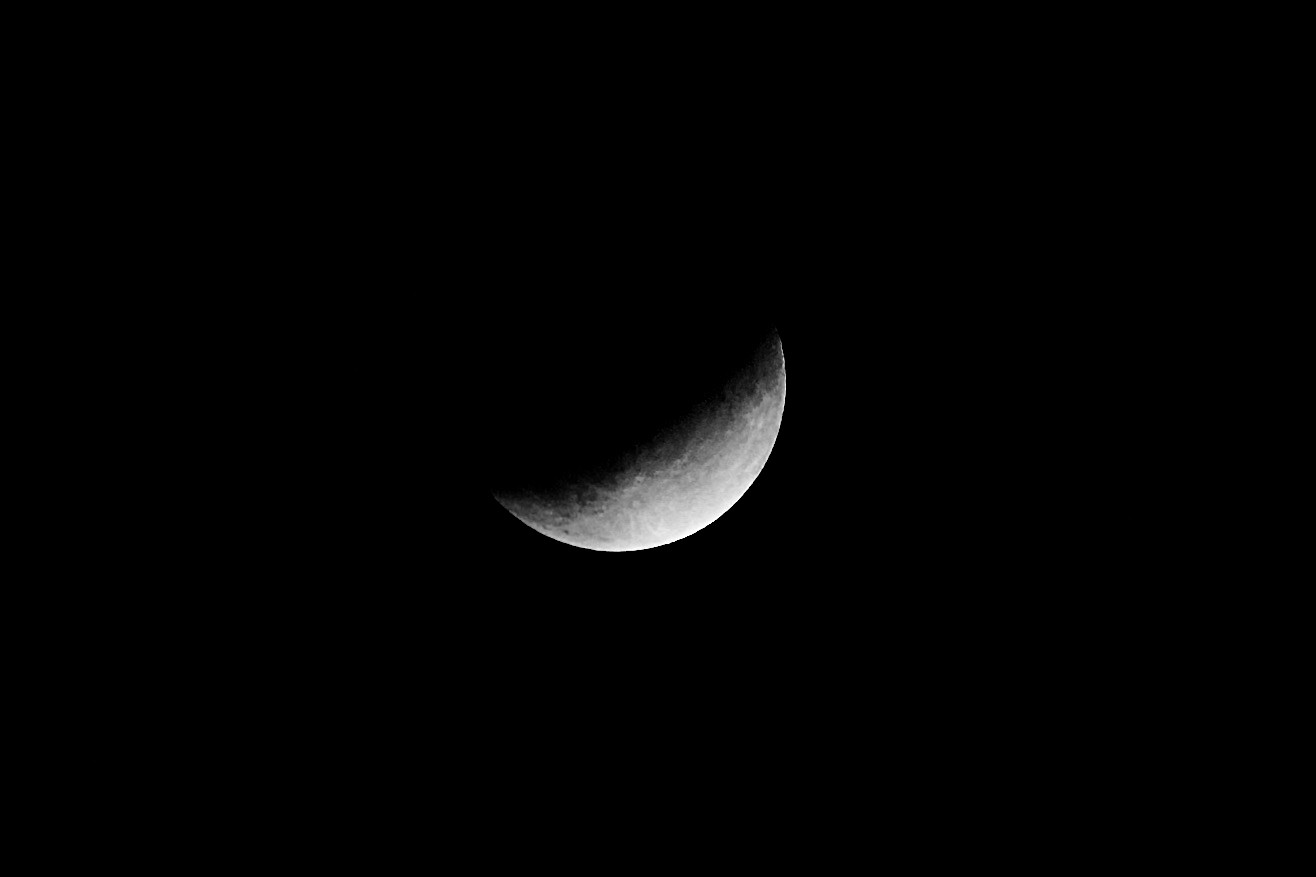
Sayada, Tunísia, 21:55 UTC
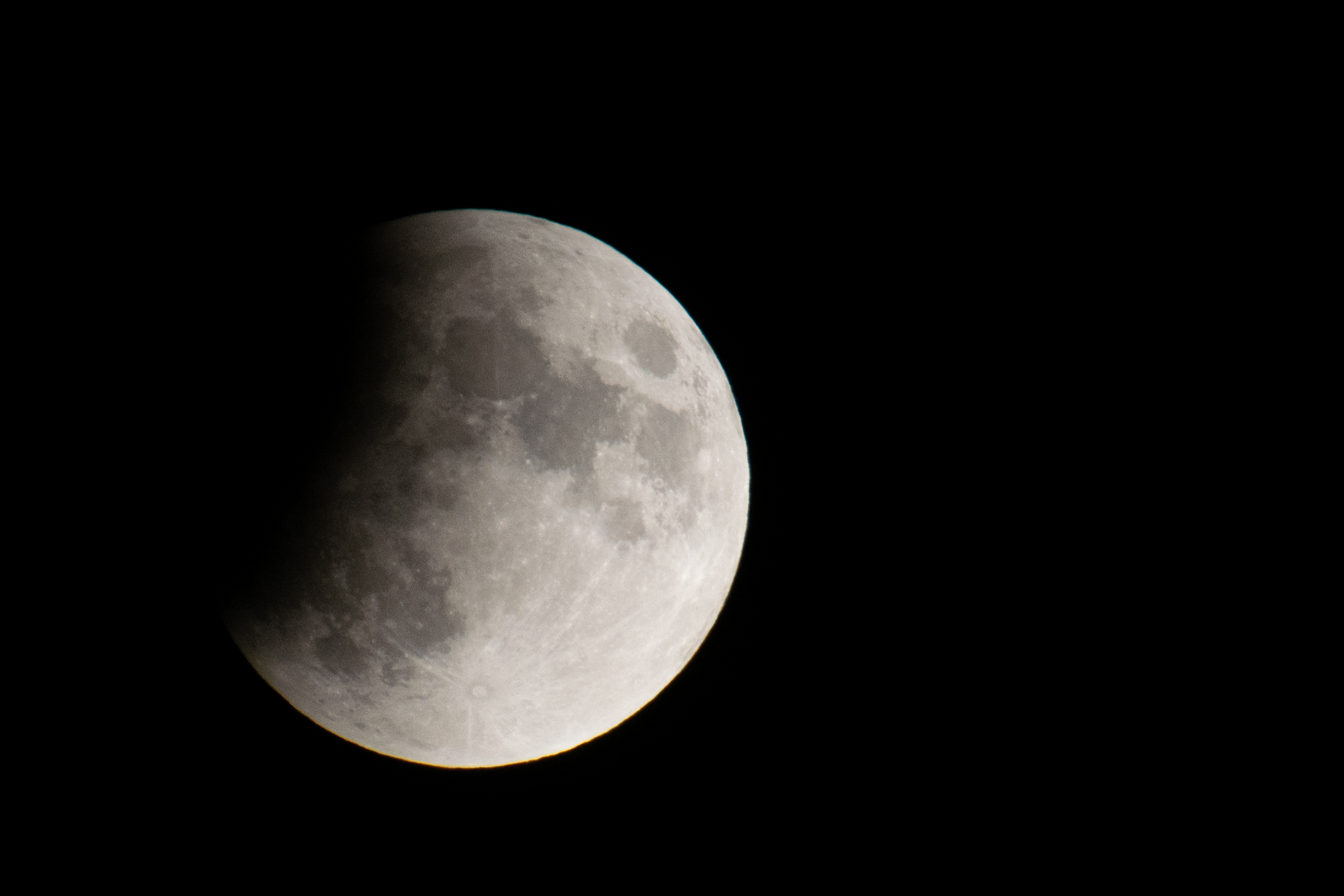
Krško, Eslovênia, 22:19 UTC
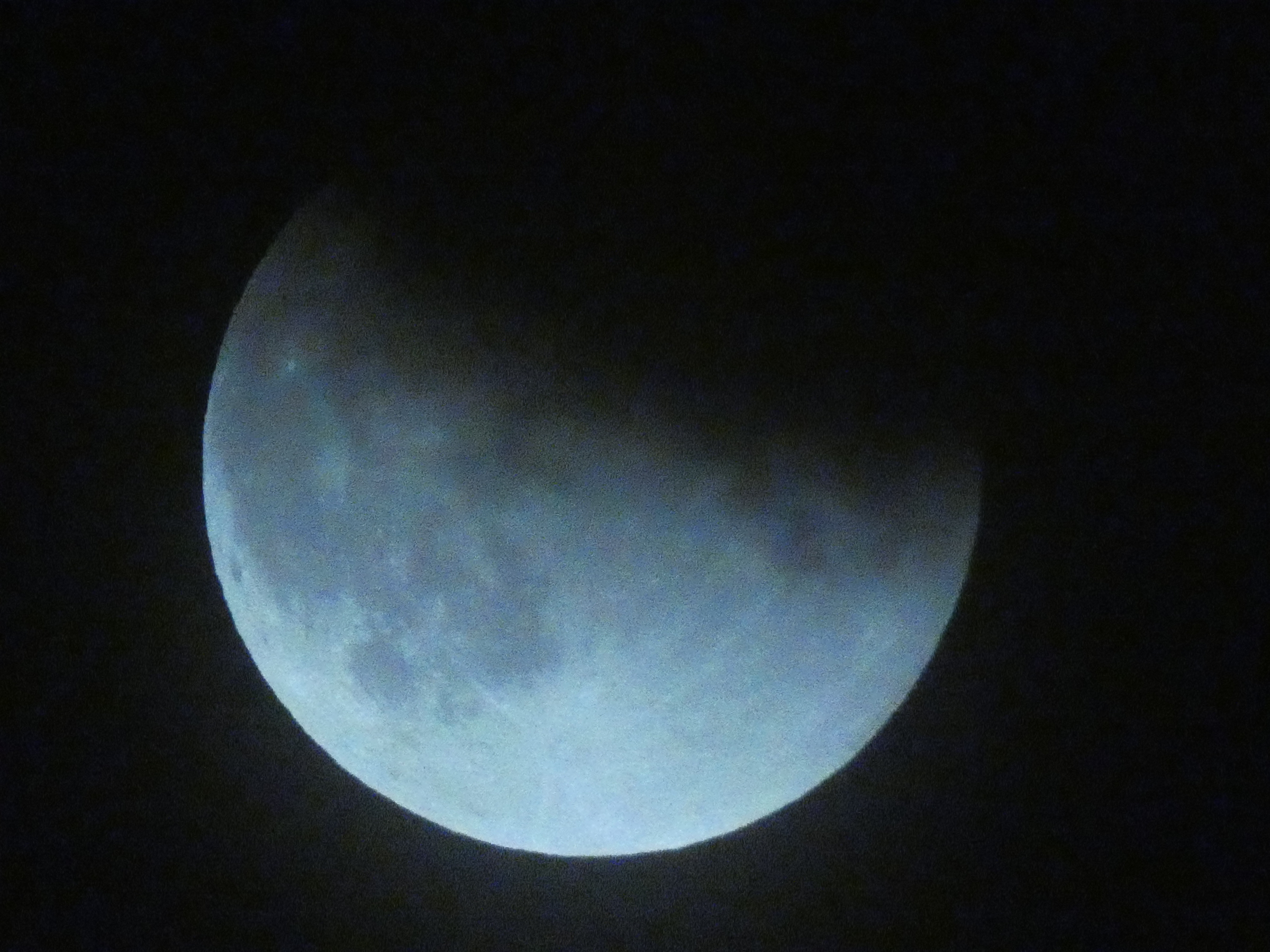
Logroño, Espanha, 22:32 UTC